# Spencer Boldman
Spencer Thomas Boldman (Dallas, 28 luglio 1992) è un attore statunitense, conosciuto per il ruolo di Adam Davenport nella serie Disney XD Lab Rats e per aver interpretato Jackson Kale nel film Disney per la televisione Zapped - La nuova vita di Zoey.

## Biografia
(È UN BONAZZO)…Spencer è nato a Dallas in Texas, all'età di 12 anni, dopo che un'insegnante l'aveva visto esibirsi nella classe di teatro, è stato persuaso a fare un provino per la rappresentazione scolastica di Sogno di una notte di mezza estate dove ebbe il ruolo da protagonista. Da lì nacque la sua passione per la recitazione. Dopo aver incontrato un talent manager di Los Angeles ebbe ruoli in serie come iCarly e I'm in the Band. Prese poi parte in due serie disney, Jack in Jack e Janet salvano il pianeta e Adam in Lab Rats. Ha preso parte anche al film 21 Jump Street.

### Disney Channel FanFest Star Tour
Spencer ha preso parte anche al Disney Channel FanFest Star Tour in Australia, nelle città di Sydney e Melbourne insieme ad Olivia Holt nel mese di Maggio 2014.

## Filmografia

### Cinema
- 21 Jump Street, regia di Phil Lord e Chris Miller (2012)
- Dakota's Summer, regia di Timothy Armstrong (2014)

### Televisione
- iCarly – serie TV, episodio 3x03 (2009)
- Jack e Janet salvano il pianeta, regia di Shelley Jensen - film TV (2009)
- I'm in the Band – serie TV, 3 episodi (2011)
- KARtv - serie TV. episodio 1x08 (2012)
- Lab Rats – serie TV, 74 episodi (2012-2016)
- Jessie – serie TV, episodio 2x25 (2013)
- Zapped - La nuova vita di Zoey (Zapped), regia di Peter DeLuise – film TV (2014)
- Mighty Med - Pronto soccorso eroi (Mighty Med) - serie TV 2x17 (2015)

## Doppiatori Italiani
Nelle versioni in italiano delle opere in cui ha recitato, Spencer Boldman è stato doppiato da:
- Massimo Di Benedetto in iCarly
- Andrea Oldani in Lab Rats
- Manuel Meli in Zapped - La nuova vita di Zoey
- Omar Vitelli in Cruise